# 小笠原信喜
小笠原 信喜（おがさわら のぶよし、1718年（享保3年） - 1791年5月15日（寛政3年4月13日））は、江戸時代中期の旗本。

## 人物
紀州藩士・大井政周の子で、紀州藩士から幕臣に転じた信盛の養子となる。通称は三次郎。妻は島田政之の娘、後妻は旗本大岡忠利の娘（大岡忠光の姉妹）。子に信賢、信成、娘（山口直良の妻）、娘（中坊広看の妻）、娘（花房正応の妻、後に有馬則明の妻）、娘（戸田忠皎婚約者、後に駒井信貫の妻）、養女（大岡忠喜の娘、小笠原政恒の妻）がいる。
1734年（享保19年）、養父の遺領である安房国安房郡・平郡800石を相続し、小普請に列する。1735年4月11日（享保20年3月19日）、将軍・徳川吉宗に拝謁する。1737年（元文2年）、江戸城西の丸の小納戸に任じられ、1738年（元文3年）には西の丸の小姓に移り、のち吉宗の鷹狩に供奉し、1740年（元文5年）に従五位下、若狭守に叙任される。1745年（延享2年）本丸に勤仕し、1747年3月25日（延享4年2月15日）には小姓の組頭番頭格となり、安房国長狭郡・上総国天羽郡に1200石を加増される。1751年9月7日（宝暦元年（7月18日）より御側御用取次に任じられ、1760年（宝暦10年）徳川家重の将軍辞職に伴い二の丸に移る。
1761年（宝暦11年）、家重の逝去により本丸に復帰し、1775年3月15日（安永4年2月14日）に任務を辞し菊間の広縁に移り、のち西の丸の御側となり、諸事を執啓する。1777年（安永6年）、安房郡・平郡に1000石を加増される。1779年（安永8年）、将軍継承予定者であった徳川家基が夭逝し、本丸に移る。1781年（天明元年）に西の丸に移り、諸事を執啓する。1786年（天明5年）、安房郡・平郡と上野国甘楽郡に2000石を加増される。1787年（天明6年）、将軍・徳川家治の50歳の祝賀において伽羅1箱を恩賜され、同年本丸に復帰し、御側御用取次に再任され諸事を執啓した。また同年に急逝した家治遺品の美濃兼宣の日本刀を賜る。1788年（天明7年）、安房郡・平郡・上野国新田郡・勢多郡に2000石を加増される。1789年（天明8年）、老体ながら将軍鷹狩に供奉し、杖の使用を許される。1789年（寛政元年）、徳川家斉の女子生誕の蟇目役を務め、時服6領・白銀50枚を賜る。1791年（寛政3年）、享年74にて没する。
法名は日省。家督は次男の信成が相続した。